# Список зарубежных поездок государственного секретаря Марко Рубио

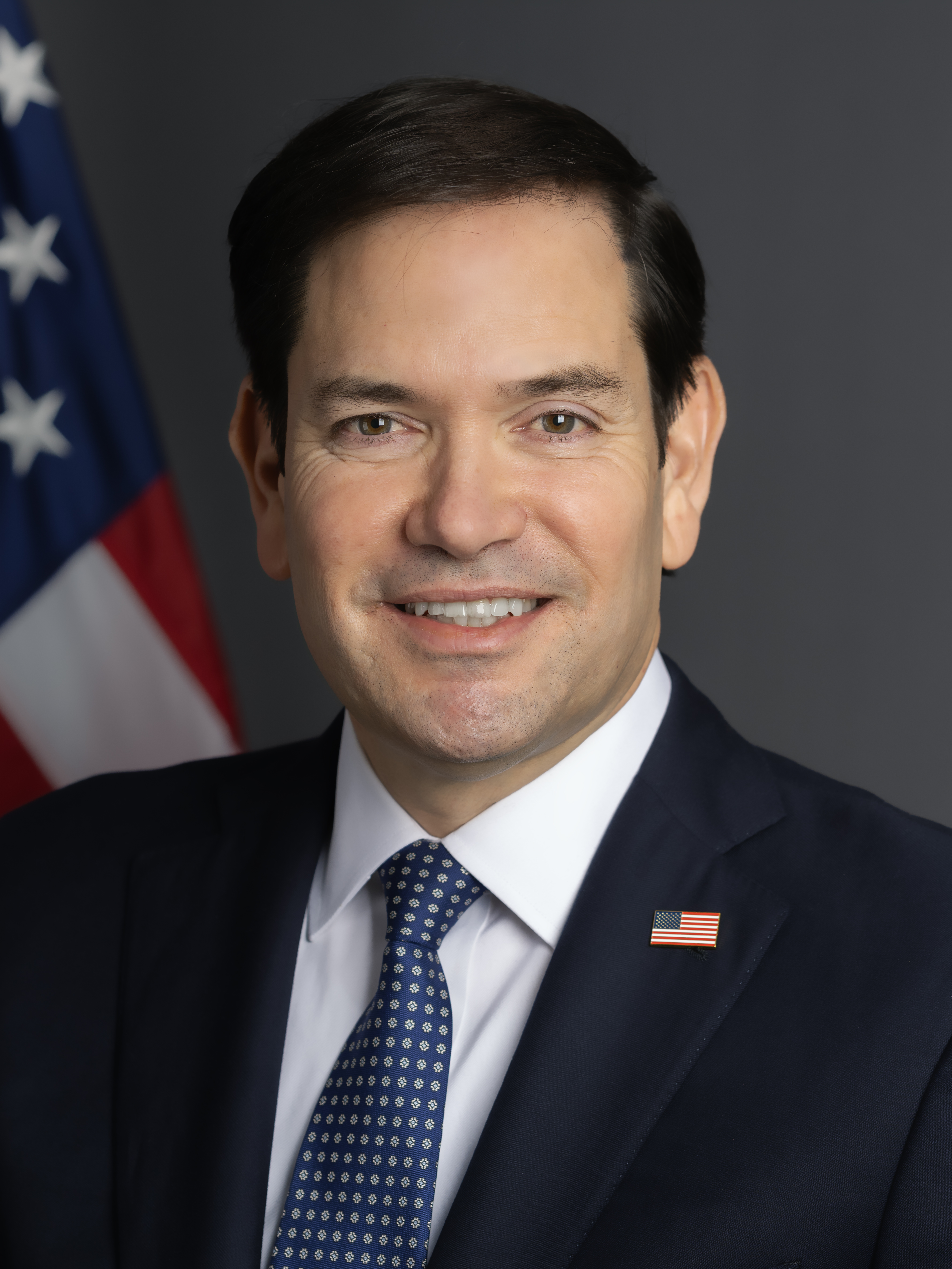
Официальный портрет Марко Рубио

Это список международных визитов, совершённых Марко Рубио (на посту с 2025 года) в качестве 72-го и действующего государственного секретаря США. Список включает как частные поездки, так и официальные визиты. Список включает только зарубежные поездки, совершённые им во время пребывания на этом посту.

## Краткие сведения

Карта международных поездок Марко Рубио в качестве государственного секретаря:
США
7 или более визитов
6 визитов
5 визитов
4 визитов
3 визитов
2 визитов
1 визитов

Рубио посетил 21 страну 24 раза.

## Таблица
| Страна                   | Локация         | Подробности | Дата                    | Изображение |
| ------------------------ | --------------- | --- | ----------------------- | --- |
| Панама                   | Панама          | Встретился с президентом Хосе Раулем Мулино и министром иностранных дел Хавьером Мартинес-Ача. | 1–2 февраля 2025 года   | Госсекретарь Рубио с президентом Панамы Хосе Раулем Мулино в Панама-Сити.                                                                                         |
| Сальвадор                | Сан-Сальвадор   | Встретился с президентом Найибом Букеле и министром иностранных дел Александрой Хилл Тиноко. | 2–3 февраля 2025 года   | Госсекретарь Рубио с президентом Сальвадора Найибом Букеле в Сан-Сальвадоре.                                                                                      |
| Коста-Рика               | Сан-Хосе        | Встретился с президентом Родриго Чавесом Роблесом. | 3–4 февраля 2025 года   | Госсекретарь Рубио с президентом Коста-Рики Родриго Чавесом Роблесом в Сан-Хосе.                                                                                  |
| Гватемала                | Гватемала       | Встретился с президентом Бернардо Аревало, вице-президентом Карин Эррерой, министром иностранных дел Карлосом Рамиро Мартинес и министром внутренних дел Франсиско Хименесом. | 4–5 февраля 2025 года   | Госсекретарь Рубио с президентом Гватемалы Бернардо Аревало в городе Гватемала.                                                                                   |
| Доминиканская Республика | Санто-Доминго   | Встретился с президентом Луисом Абинадером, вице-президентом Ракель Пенья и министром иностранных дел Роберто Альваресом. | 5–6 февраля 2025 года   | Госсекретарь Рубио с президентом Доминиканской Республики Луисом Абинадером в Санто-Доминго.                                                                      |
| Германия                 | Мюнхен          | Посетил 61-ю Мюнхенскую конференцию по безопасности вместе с Джей Ди Вэнсом. Встретился отдельно с министром иностранных дел Филиппин Энрике Манало и президентом Украины Владимиром Зеленским. | 13–15 февраля 2025 года | Госсекретарь Рубио с вице-президентом Вэнсом и президентом Украины Владимиром Зеленским в Мюнхене.                                                                |
| Израиль                  | Иерусалим       | Встретился с президентом Ицхаком Герцогом, премьер-министром Биньямином Нетаньяху и министром иностранных дел Гидеоном Сааром. Посетил Яд ва-Шем. | 15–16 февраля 2025 года | Госсекретарь Рубио с премьер-министром Израиля Биньямином Нетаньяху в Иерусалиме.                                                                                 |
| Саудовская Аравия        | Эр-Рияд         | Встретился с наследным принцем Мухаммедом ибн Салманом Аль Саудом и министром иностранных дел Фейсалом ибн Фарханом Аль Саудом, а также с министром иностранных дел России Сергеем Викторовичем Лавровым и советником президента Юрием Викторовичем Ушаковым.                                                | 16–18 февраля 2025 года | Госсекретарь Рубио с министром иностранных дел Саудовской Аравии Фейсалом бен Фарханом Аль Саудом и министром иностранных дел России Сергеем Лавровым в Эр-Рияде. |
| ОАЭ                      | Абу-Даби        | Встретился с президентом Мухаммадом ибн Заидом Аль Нахайяном и министром иностранных дел Абдаллой ибн Заидом Аль Нахайяном. | 18 февраля 2025 года    | Госсекретарь Рубио с президентом Объединенных Арабских Эмиратов шейхом Мохаммедом бен Зайедом Аль Нахайяном.                                                      |
| Саудовская Аравия        | Джидда          | Встретился с наследным принцем Мухаммедом ибн Салманом Аль Саудом и министром иностранных дел Фейсалом ибн Фарханом Аль Саудом, а также с министром иностранных дел Украины Андреем Ивановичем Сибигой, министром обороны Рустамом Энверовичем Умеровым и советником президента Андреем Борисовичем Ермаком. | 10–12 марта 2025 года   | Госсекретарь Рубио с министром иностранных Дел Саудовской Аравии Фейсалом бен Фарханом Аль Саудом и министром иностранных дел Украины Андреем Сибихой.            |
| Канада                   | Шарлевуа        | Посещение встречи министров иностранных дел и развития стран G7. Встречался отдельно с министром иностранных дел Мелани Жоли, министром иностранных дел Италии Антонио Таяни и министром иностранных дел Японии Такэси Ивая.                                                                                 | 12–14 марта 2025 года   | Госсекретарь Рубио с министрами иностранных дел G7 в Шарлевуа. |
| Ямайка                   | Кингстон        | Встретился с премьер-министром Эндрю Холнессом и министром иностранных дел Каминой Джонсон Смит, а также с премьер-министром Барбадоса Мией Моттли, президентом Гаити Фрицем-Альфонсом Жаном и премьер-министром Тринидада и Тобаго Стюартом Янгом.                                                          | 26–27 марта 2025 года   | Госсекретарь Рубио с премьер-министром Ямайки Эндрю Холнессом в Кингстоне.                                                                                        |
| Гайана                   | Джорджтаун      | Встретился с президентом Ирфааном Али и министром иностранных дел Хью Тоддом. | 27 марта 2025 года      | Госсекретарь Рубио с президентом Гайаны Ирфааном Али в Джорджтауне.                                                                                               |
| Суринам                  | Парамарибо      | Встретился с президентом Чаном Сантохи и министром иностранных дел Альбертом Рамдином. | 27 марта 2025 года      | Госсекретарь Рубио с президентом Суринама Чаном Сантохи в Парамарибо.                                                                                             |
| Бельгия                  | Брюссель        | Присутствовал на встрече министров иностранных дел НАТО. Встретился отдельно с генеральным секретарем Марком Рютте, а также с премьер-министром Бельгии Бартом Де Вевером. | 2–4 апреля 2025 года    | Госсекретарь Рубио с министрами иностранных дел стран НАТО в Брюсселе.                                                                                            |
| Франция                  | Париж           | Встретился с президентом Эммануэлем Макроном и министром иностранных дел Жаном-Ноэлем Барро. | 16–18 апреля 2025 года  | Госсекретарь Рубио с президентом Франции Эммануэлем Макроном в Париже.                                                                                            |
| Саудовская Аравия        | Эр-Рияд         | В сопровождении Дональда Трампа. | 12–14 мая 2025 года     | Госсекретарь Рубио с Дональдом Трампом и наследным принцем Саудовской Аравии Мухаммедом ибн Салманом Аль Саудом в Эр-Рияде.                                       |
| Катар                    | Доха            | В сопровождении Дональда Трампа. | 14 мая 2025 года        | |
| Турция                   | Анталья Стамбул | Присутствовал на неформальной встрече министров иностранных дел стран НАТО. Встретился отдельно с министром иностранных дел Хаканом Фиданом, а также с министром иностранных дел Германии Йоханнесом Вадефулем и министром иностранных дел Сирии Асаадом Хасаном аш-Шибани.                                  | 14–16 мая 2025 года     | Госсекретарь Рубио с министрами иностранных дел стран НАТО в Анталье.                                                                                             |
| Италия                   | Рим             | Встретился с премьер-министром Джорджией Мелони и министром иностранных дел Антонио Таяни, а также с председателем Европейской комиссии Урсулой фон дер Ляйен. | 16–18 мая 2025 года     | Госсекретарь Рубио с министром иностранных дел Италии Антонио Таяни в Риме.                                                                                       |
| Ватикан                  | Ватикан         | Посещение инаугурационной мессы Льва XIV. Встреча с кардиналом Пьетро Паролин, архиепископом Полом Ричардом Галлахером и кардиналом Маттео Мария Дзуппи. | 16–18 мая 2025 года     | Госсекретарь Рубио и вице-президент Вэнс на инаугурационной мессе папы Льва XIV в Ватикане.                                                                       |
| Канада                   | Кананаскис      | Сопровождал Дональда Трампа на 51-м саммите G7. | 16 июня 2025 года       | Госсекретарь Рубио с Дональдом Трампом и премьер-министром Канады Марком Карни в Кананаскисе.                                                                     |
| Нидерланды               | Гаага           | Сопровождал Дональда Трампа на саммите НАТО. | 25 июня 2025 года       | Госсекретарь Рубио с президентом Трампом и генеральным секретарем НАТО Марком Рютте в Гааге.                                                                      |
| Малайзия                 | Куала-Лумпур    | Принял участие в пост-министерской конференции США — АСЕАН, встрече министров иностранных дел саммита Восточной Азии и встрече министров иностранных дел Регионального форума АСЕАН. | 8–12 июля 2025 года     | Госсекретарь Рубио с министром иностранных дел Малайзии Мохамадом Хасаном в Куала-Лумпуре.                                                                        |